# Georg Listing
Georg Moritz Hagen Listing (Halle (Saxònia-Anhalt), 31 de març de 1987) és el baixista del grup de música alemany Tokio Hotel.
Georg és fill únic i els seus pares es van divorciar quan tenia 16 anys. Al principi volia ser dentista com el seu pare, però es va aficionar al món de la música gràcies a un projecte escolar. Va començar a tocar el baix quan tenia 13 anys.
Juntament amb Bill i Tom Kaulitz, i Gustav Schäfer, va fundar el grup Devilish, que poc després canviaria de nom i s'anomenaria Tokio Hotel.
El setembre del 2007, utilitzava un baix de la marca Sandberg.
Segons ell, les seves influències principals són Flea, el baixista dels Red Hot Chili Peppers, Die Ärzte i Oasis.